# Історія Української РСР (видання 1977—1979)
«Історія Української РСР» (у 8-ми томах, 10-ти книгах) — 8-томний курс української історії, виданий у Києві впродовж 1977–1979 років видавництвом «Науковою думкою» під маркою Інституту історії та Інституту археології АН УРСР. Наклад — 30 000 примірників. Видання надруковане у Харкові на Книжковій фабриці імені Михайла Фрунзе Республіканського виробничого об'єднання «Поліграфкнига» Держкомвидаву УРСР.
Зміст історії подається на так званих марксистсько-ленінських, радянських методологічних та теоретичних засадах: формаційний п'ятичленний поділ історії України, закон класової боротьби, домінація економічного детермінізму та інше, що зумовило відповідний розподіл томів, композиційне оформлення та інтерпретацію історичного матеріалу.
Колективом Інституту археології АН УРСР була підготовлена 1-ша книга 1-го тому, усі інші книги — колективом Інституту історії АН УРСР. В концептуальному плані українська історія викладається в контексті російської історичної схеми — ідея трьох братських слов'янських народів, які тимчасово розділені й ведуть боротьбу за об'єднання в межах Російської держави. В ідеологічному сенсі 8-томник значною мірою наслідує теоретичні підходи видання «Історія Української РСР» (Київ, 1955, 1957, томи 1—2).
Українська історія фактично вмонтована в російський історичний процес, різні історичні періоди в восьмитомнику висвітлюються вкрай нерівномірно. Найдокладніше викладається 20 століття — 6 книг з 10. Значну увагу приділено революції 1905—1907 років та революціям 1917 року: Лютневій та Жовтневому перевороту у Петрограді, а також радянській добі, які висвітлено дуже докладно. Досить стисло розглянута доба середньовіччя та ранньомодерні часи. Кожний том поділяється на ряд розділів і підрозділів, в яких висвітлені політична, соціально-економічна історія, міжнародні зв'язки, мистецтво, наука, культура, архітектура, фольклор, побут, звичаї та інше.
У виданні опубліковані численні ілюстрації, карти та картосхеми. Значна частина матеріалів публікувалася вперше. Більшість карт і схем виготовлені спеціально для цього видання. До кінця XV століття князівства і землі подаються в їх тогочасних політичних кордонах, надалі картографічні відомості наводяться в межах УРСР. Організаційну роботу по підготовці картографічних і ілюстрованих матеріалів здійснив О. В. Молодчиков. Ескізи карт виготовлені в комплексній тематичній картографічній лабораторії Київського державного університету імені Т. Г. Шевченка та Інституту історії АН УРСР під керівництвом М. О. Корольової і А. С. Харченка.
Наприкінці кожного тому вміщено хронологію подій, загальну бібліографію та списки літератури до окремих розділів, переліки скорочень. У більшості томів наприкінці подано також загальні висновки. У складанні покажчика літератури взяли участь І. М. Данилова, Є. Г. Кузнецова, М. М. Яковенко.
Постановою Центрального Комітету компартії України і Ради Міністрів Української РСР № 646 від 9 грудня 1980 року ряд авторів (І. Артеменко, В. Голобуцький, П. Гудзенко, Ю. Кондуфор, М. Лещенко, А. Лихолат, Ф. Лось, Г. Сергієнко, П. Сохань) 8-томного курсу з української історії були відзначені Державною премією УРСР в галузі науки і техніки.
На основі 8-томника було підготовлене 10-томне російськомовне видання «История Украинской ССР» (Київ, 1981–1985). В 1986 році вийшов додатковий том «Историография истории Украинской ССР».

## Томи

### Том 1
Первіснообщинний лад. Виникнення і розвиток феодалізму (з найдавніших часів до середини XVII ст.) складається з двох книг:
- Книга перша: Первіснообщинний лад і зародження класового суспільства. Київська Русь (до другої половини XIII ст.) написана на основі археологічних та писемних джерел, історичного аналізу численних матеріальних залишків стародавніх культур різних епох. У ній розповідається про виникнення і розвиток первіснообщинної, рабовласницької і феодальної суспільно-економічних формацій на сучасній території України.
Книга випущена у 1977 році. Має 444 сторінки. Роздрібна ціна: 1 карбованець 80 копійок.
  - Головна редакційна колегія: А. Г. Шевелєв (головний редактор), І. І. Артеменко, Б. М. Бабій, П. І. Багрій, І. К. Білодід, П. П. Гудзенко, В. І. Клоков, Б. П. Ковалевський, Ю. Ю. Кондуфор, Ф. Є. Лось (заступник головного редактора), О. Г. Мітюков, О. Л. Нарочницький, Д. П. Пойда, Б. О. Рибаков, Р. Г. Симоненко, І. С. Слабєєв (відповідальний секретар), П. С. Сохань, М. І. Супруненко, В. П. Чугайов, В. І. Юрчук.
  - Редакційна колегія: І. І. Артеменко (відповідальний редактор), В. Д. Баран, С. М. Бібіков, В. Й. Довженок, С. П. Пачкова (відповідальний секретар), І. С. Слабєєв (заступник відповідального редактора), О. І. Тереножкін, П. П. Толочко.
  - Авторський колектив: І. І. Артеменко, С. М. Бібіков, Д. Я. Телегін, Ю. М. Захарук, О. Г. Шапошникова, В. А. Іллінська, М. І. Вязьмітіна , С. Д. Крижицький, Л. М. Славін, В. І. Бідзіля, А. Т. Сміленко, В. Й. Довженок, П. П. Толочко, С. О. Висоцький.

Хронологію уклав О. С. Бєляєв. Список літератури склали О. С. Бєляєв і С. О. Бєляєва.
Карти підготували С. М. Бібіков («Основні пам'ятки епох палеоліту та мезоліту»), Д. Я. Телегін («Племена неолітичної епохи»), О. Г. Шапошникова («Племена мідного віку» та «Племена бронзового віку»), А. Т. Сміленко і В. І. Бідзіля («Слов'янські племена та їх сусіди на рубежі н. е. та в першій половині І тис. н. е. (на території сучасної Української РСР»), В. А. Іллінська і С. Д. Крижицький («Скіфія. Античні міста Північного Причорномор'я. Сармати»), П. П. Толочко («Руські князівства в ХІІ — ХІІІ ст. Боротьба проти монголо-татарських завойовників»).
Рецензування, редагування та складання формулярів карт здійснив Є. В. Мержвінський.
Ілюстрації підібрали С. М. Мазараті та А. С. Русяєва.
Кольорові фото виготовив В. І. Криворучко.
- Книга друга: Розвиток феодалізму. Наростання антифеодальної і визвольної боротьби (друга половина ХІІІ — перша половина XVII ст.) розповідає про розвиток феодалізму й наростання антифеодального та визвольного руху. Під цим кутом зору розглядаються основні проблеми соціально-економічної і політичної історії України, боротьба народних мас проти феодально-кріпосницького й іноземного гніту, розвиток культури, зв'язки українців з іншими народами.
Матеріалами для написання книги служили літописи, хроніки, твори сучасників, архівні документи, праці радянських істориків.
Книга випущена у 1979 році. Має 344 сторінки. Роздрібна ціна: 1 карбованець 60 копійок.
  - Головна редакційна колегія: Ю. Ю. Кондуфор (головний редактор), І. І. Артеменко, Б. М. Бабій, І. К. Білодід, П. П. Гудзенко, В. І. Клоков, Б. П. Ковалевський, Ф. Є. Лось (заступник головного редактора), І. І. Лукінов, І. М. Мельникова, І. І. Мінц, О. Г. Мітюков, О. Л. Нарочницький, Д. П. Пойда, Б. О. Рибаков, Р. Г. Симоненко, І. С. Слабєєв (відповідальний секретар), П. С. Сохань, М. І. Супруненко, П. Т. Тронько, В. П. Чугайов, А. Г. Шевелєв, В. І. Юрчук.
  - Редакційна колегія: В. О. Голобуцький (відповідальний редактор), С. З. Заремба (відповідальний секретар), Я. Д. Ісаєвич, П. В. Михайлина.
  - Авторський колектив: В. О. Голобуцький, Ф. М. Шабульдо, І. М. Шекера, Я. Д. Ісаєвич, П. В. Михайлина, Б. О. Тимощук, І. Г. Шульга, О. М. Дзюба, В. Л. Микитась, О. І. Дей, Г. Н. Логвин, Р. Я. Пилипчук, Ф. П. Шевченко, В. П. Колосова, Ю. П. Нельговський, Б. М. Фільц, С. З. Заремба.

Хронологію і список літератури склав С. З. Заремба.
Кольорові карти підготували Я. Д. Ісаєвич, картограф Е. Ф. Іщенко («Українські землі в кінці XIV–XV ст.»), І. М. Шекера, картограф І. П. Кожан («Українські землі в кінці XVI — першій половині XVII ст.»), картосхеми про селянсько-козацькі повстання кінця XVI — першої половини XVII ст. — І. М. Ганусенко, картографи І. В. Вугерничек, Є. В. Мержвінський.
Ілюстрації підібрала Є. П. Степанович.
Кольорові фото виготовив В. І. Криворучко.

### Том 2
Визвольна війна і возз'єднання України з Росією. Початок розкладу феодалізму та зародження капіталістичних відносин (друга половина XVII–XVIII ст.) розділений на три етапи:
- перший етап охоплює середину і другу половину XVII століття;
- другий етап — перша половина XVIII століття;
- третій етап — друга половина XVIII століття.

Випущений у 1979 році. Має 616 сторінок. Роздрібна ціна: 2 карбованця 40 копійок.
- Головна редакційна колегія: Ю. Ю. Кондуфор (головний редактор), І. І. Артеменко, Б. М. Бабій, І. К. Білодід, П. П. Гудзенко, В. І. Клоков, Б. П. Ковалевський, Ф. Є. Лось (заступник головного редактора), І. І. Лукінов, І. М. Мельникова, І. І. Мінц, О. Г. Мітюков, О. Л. Нарочницький, Д. П. Пойда, Б. О. Рибаков, Р. Г. Симоненко, І. С. Слабєєв (відповідальний секретар), П. С. Сохань, М. І. Супруненко, П. Т. Тронько, В. П. Чугайов, А. Г. Шевелєв, В. І. Юрчук.
- Редакційна колегія: Г. Я. Сергієнко (відповідальний редактор), В. Й. Борисенко, В. О. Маркіна, В. В. Панашенко (відповідальний секретар), І. Г. Рознер, І. С. Слабєєв, В. А. Смолій, К. І. Стецюк, І. Г. Шульга.
- Авторський колектив: В. Й. Борисенко, М. К. Боровик, Т. П. Брянцева, Є. В. Горбенко, В. Ф. Горленко, В. В. Грабовецький, О. І. Дей, В. А. Дядиченко, Я. Д. Ісаєвич, В. І. Крекотень, В. М. Кулаковський, В. О. Ленченко, О. П. Лола, В. О. Маркіна, О. В. Мишанич, П. В. Михайлина, Л. В. Олійник, В. В. Панашенко, О. М. Пономарьов, О. І. Путро, Г. Я. Сергієнко, І. С. Слабєєв, В. А. Смолій, Ф. І. Стеблій, Є. П. Степанович, К. І. Стецюк, Б. М. Фільц, Ф. П. Шевченко, І. М. Шекера, Н. А. Шип, І. Г. Шульга.

Хронологію склали В. Й. Борисенко, В. В. Панашенко, В. А. Смолій.
Список літератури підготував В. Й. Борисенко.
Розробку карт виконали К. І. Стецюк («Визвольна війна українського народу 1648–1654 рр і возз'єднання України з Росією»), Л. А. Пономаренко («Політично-адміністративний устрій України у XVIII ст.»), І. М. Шекера («Класова боротьба на Україні у XVIII ст.»). Ескізи карт виготовили Б. С. Тисленко, Л. А. Пономаренко, Л. С. Євграфова.
Ілюстрації підібрала Є. П. Степанович.
Кольорові фото виготовив В. І. Криворучко.
Науково-допоміжну роботу виконали О. Г. Гурич, О. І. Гуржій, П. І. Натикач.

### Том 3
Україна в період розкладу і кризи феодально-кріпосницької системи. Скасування кріпосного права і розвиток капіталізму (XIX ст.). поділяє історію України на два відмінних за своїм соціально-економічним змістом періоди:
- період розкладу і кризи феодально кріпосницької системи (1800–1860 роки);
- період становлення і розвитку домонополістичного капіталізму (з 1861 року до кінця ХІХ століття).

Випущений у 1978 році. Має 608 сторінок. Роздрібна ціна: 2 карбованця 40 копійок.
- Головна редакційна колегія: А. Г. Шевелєв (головний редактор), І. І. Артеменко, Б. М. Бабій, П. І. Багрій, І. К. Білодід, П. П. Гудзенко, В. І. Клоков, Б. П. Ковалевський, Ю. Ю. Кондуфор, Ф. Є. Лось (заступник головного редактора), І. М. Мельникова, І. І. Мінц, О. Г. Мітюков, О. Л. Нарочницький, Д. П. Пойда, Б. О. Рибаков, Р. Г. Симоненко, І. С. Слабєєв (відповідальний секретар), П. С. Сохань, М. І. Супруненко, В. П. Чугайов, В. І. Юрчук.
- Редакційна колегія: А. Г. Шевелєв (відповідальний редактор), А. К. Волощенко (відповідальний секретар), В. Н. Котов, М. М. Кравець, М. Н. Лещенко, Ф. Є. Лось, В. Г. Сарбей, Г. Я. Сергієнко.
- Авторський колектив: М. Н. Лещенко, І. О. Гуржій, Б. С. Абаліхін, Г. Сергієнко, М. М. Лисенко, Л. В. Олійник, Ф. І. Стеблій, В. Ф. Горленко, О. А. Парасунько, О. І. Лугова, З. В. Першина, Ф. Є. Лось, А. К. Волощенко, П. С. Сохань, А. Г. Шевелєв, М. М. Кравець, О. С. Куницький, Л. О. Ткаченко. У розділах І та ІІІ використано матеріали І. О. Гуржія.

Хронологічний покажчик склала О. І. Лугова, список літератури — І. М. Данилова.
Розробку карт виконали Л. Г. Москвич, Ф. І. Стеблій («Адміністративно-територіальний поділ України в 50-х роках ХІХ ст.»), М. М. Лисенко («Похід Чернігівського полку під час повстання 25.ХІІ 1825 р. — 3.І. 1826 р.»), Г. Я. Сергієнко («Суспільно-політичний рух на Україні в першій половині ХІХ ст.»), М. Н. Лещенко («Класова боротьба в українському селі в 60—90-х роках ХІХ ст.»), Т. І. Лазанська, О. І. Лугова («Робітничий рух на Україні в 60—90-х роках ХІХ ст.», «Розвиток промисловості на Україні в 90-х роках ХІХ ст.»).
Ескізи карт виготовили М. О. Корольова, К. М. Смоловик, О. В. Терефера.
Рецензування, редагування та складання формулярів карт здійснив Є. В. Мержвінський.
Ілюстрації підібрала Л. Г. Москвич.
Кольорові фото виготовив В. І. Криворучко.

### Том 4
Україна в період імперіалізму (1900–1917) висвітлює історичні події періоду імперіалізму, включаючи Лютневу революцію 1917 року.
Книга випущена у 1978 році. Має 532 сторінки. Роздрібна ціна: 2 карбованця 30 копійок.
- Головна редакційна колегія: Ю. Ю. Кондуфор (головний редактор), І. І. Артеменко, Б. М. Бабій, П. І. Багрій, І. К. Білодід, П. П. Гудзенко, В. І. Клоков, Б. П. Ковалевський, Ф. Є. Лось (заступник головного редактора), І. М. Мельникова, І. І. Мінц, О. Г. Мітюков, О. Л. Нарочницький, Д. П. Пойда, Б. О. Рибаков, Р. Г. Симоненко, І. С. Слабєєв (відповідальний секретар), П. С. Сохань, М. І. Супруненко, В. П. Чугайов, В. І. Юрчук.
- Редакційна колегія: Ф. Є. Лось (відповідальний редактор), В. М. Зайцев, П. В. Замковий (заступник відповідального редактора), В. І. Кізченко (відповідальний секретар), І. І. Компанієць, О. А. Парасунько, П. М. Шморгун.
- Авторський колектив: В. Г. Сарбей, Р. Г. Симоненко, Л. В. Матвєєва, Ю. П. Лавров, П. М. Шморгун, М. Лещенко, З. В. Першина, П. В. Замковий, Ф. Є. Лось, О. Г. Михайлюк, С. В. Кульчицький, П. А. Лавров, А. Г. Шевелєв, І. І. Компанієць, А. Д. Ярошенко, А. М. Шлепаков, Й. Т. Щербина, І. М. Кулинич, М. А. Рубач, В. І. Кізченко.

Хронологічний покажчик склала О. І. Лугова.
Список літератури підготувала Є. Г. Кузнецова.
Карти розроблені З. Р. Вільяніновою («Революційний рух на Україні в 1900–1904 рр.», «Іскрівські організації на Україні (1900–1903 рр.»), С. В. Кульчицьким («Соціально-економічний розвиток України на період імперіалізму»), Ю. П. Лавровим («Революційні виступи на Україні в 1905 р.», «Робітничий рух на Україні в роки повного революційного піднесення (1910–1914 рр.)».
Ілюстрації підібрали З. Р. Вільянінова, Л. Г. Москвич.
Кольорові фото виготовив В. І. Криворучко.

### Том 5
Велика Жовтнева соціалістична революція і громадянська війна в Україні (1917–1920) висвітлює перемогу Великої Жовтневої соціалістичної революції на Україні, перші роки соціалістичного будівництва, боротьбу трудящих за зміцнення влади Рад, проти внутрішньої і зовнішньої контреволюції в роки громадянської війни та іноземної воєнної інтервенції.
Випущений у 1977 році. Має 692 сторінки. Роздрібна ціна: 2 карбованця 20 копійок.
- Головна редакційна колегія: А. Г. Шевелєв (головний редактор), І. І. Артеменко, Б. М. Бабій, П. І. Багрій, І. К. Білодід, П. П. Гудзенко, В. І. Клоков, Б. П. Ковалевський, Ю. Ю. Кондуфор, Ф. Є. Лось (заступник головного редактора), І. М. Мельникова, І. І. Мінц, О. Г. Мітюков, О. Л. Нарочницький, Д. П. Пойда, Б. О. Рибаков, Р. Г. Симоненко, І. С. Слабєєв (відповідальний секретар), П. С. Сохань, М. І. Супруненко, В. П. Чугайов, В. І. Юрчук.
- Редакційна колегія: М. І. Супруненко (відповідальний редактор), Ю. В. Бабко, Ю. М. Гамрецький (заступник відповідального редактора), Ю. Ю. Кондуфор, С. М. Королівський, І. І. Мінц, М. А. Рубач, Р. Г. Симоненко, Ю. І. Терещенко (відповідальний секретар), І. С. Хміль.
- Авторський колектив: М. І. Супруненко (керівник авторського колективу), В. М. Ботушанський, Ю. М. Гамрецький, І. М. Гранчак, А. П. Гриценко, С. К. Гутянський, П. В. Замковий, Ю. Ю. Кондуфор, С. М. Королівський, А. В. Лихолат, П. В. Михайлина, П. І. Павлюк, І. К. Рибалка, М. А. Рубач, Р. Г. Симоненко, Ю. Ю. Сливка, Ю. І. Терещенко, Ж. П. Тимченко, О. Й. Щусь.

Рецензування, редагування та складання формулярівкарт здійснив Є. В. Мержвінський.
Кольорові фото виготовив В. І. Криворучко.
Хронологію, список літератури уклав Ю. І. Терещенко, який здійснив і добір ілюстрацій.
Науково-допоміжну роботу виконали О. Д. Бойко та В. О. Колодова.

### Том 6
Українська РСР у період побудови і зміцнення соціалістичного суспільства (1921–1941).
Випущений у 1977 році. Має 544 сторінки. Роздрібна ціна: 2 карбованця.
- Головна редакційна колегія: А. Г. Шевелєв (головний редактор), І. І. Артеменко, Б. М. Бабій, П. І. Багрій, І. К. Білодід, П. П. Гудзенко, В. І. Клоков, Б. П. Ковалевський, Ю. Ю. Кондуфор, Ф. Є. Лось (заступник головного редактора), І. М. Мельникова, І. І. Мінц, О. Г. Мітюков, О. Л. Нарочницький, Д. П. Пойда, Б. О. Рибаков, І. С. Слабєєв (відповідальний секретар), Р. Г. Симоненко, П. С. Сохань, М. І. Супруненко, В. П. Чугайов, В. І. Юрчук.
- Редакційна колегія: П. П. Гудзенко (відповідальний редактор), М. Д. Березовчук, В. О. Горбик, В. М. Довгопол, С. В. Кульчицький (заступник відповідального редактора), А. В. Лихолат, М. М. Матвійчук, С. М. Пархомчук, І. І. Слинько, П. К. Стоян, Л. І. Ткачова (відповідальний секретар), А. М. Шлепаков.
- Авторський колектив: П. П. Гудзенко, О. А. Макаренко, П. К. Стоян, А. В. Хідекелі, С. В. Кульчицький, Г. М. Шевчук, А. В. Лихолат, Л. І. Ткачова, І. І. Слинько, В. В. Ніколаєва, А. М. Шлепаков, С. М. Сирцова, Н. І. Ткач, М. В. Драган, С. К. Гутянський, О. Ф. Кувеньова, М. В. Черненко, Ю. Ю. Сливка, В. М. Курило, П. В. Михайлина, І. М. Мельникова, І. М. Гранчак, М. К. Івасюта.

Ілюстрації підібрали В. В. Ніколаєва, Н. І. Ткач, Є. П. Шаталіна.
Розробку карт виконав С. В. Кульчицький.
Список літератури уклали Є. Г. Кузнецова, Т. М. Шелюх.
Хронологію підготувала Л. М. Гудзенко.
Рецензування, редагування та складання формулярів карт здійснив Є. В. Мержвінський.
Кольорові слайди виготовив В. І. Криворучко.
Науково-допоміжну роботу виконали І. А. Бабій, В. М. Даниленко, О. П. Моргаєнко, В. М. Кривоніс, Н. В. Коржова, Е. Г. Ткаченко.

### Том 7
Українська РСР у Великій Вітчизняній війні Радянського Союзу (1941–1945).
Випущений у 1977 році. Має 536 сторінок. Роздрібна ціна: 2 карбованця 10 копійок.
- Головна редакційна колегія: А. Г. Шевелєв (головний редактор), І. І. Артеменко, Б. М. Бабій, П. І. Багрій, І. К. Білодід, П. П. Гудзенко, В. І. Клоков, Б. П. Ковалевський, Ю. Ю. Кондуфор, Ф. Є. Лось (заступник головного редактора), І. М. Мельникова, І. І. Мінц, О. Г. Мітюков, О. Л. Нарочницький, Д. П. Пойда, Б. О. Рибаков, Р. Г. Симоненко, І. С. Слабєєв (відповідальний секретар), П. С. Сохань, М. І. Супруненко, В. П. Чугайов, В. І. Юрчук.
- Редакційна колегія: В. І. Клоков (відповідальний редактор), М. Д. Дятленко, П. М. Калиниченко, В. С. Коваль (заступник відповідального редактора), М. В. Коваль, В. І. Кучер (відповідальний секретар), В. М. Нем'ятий, П. Т. Тронько.
- Авторський колектив: М. З. Данилюк, П. І. Денисенко, М. Д. Дятленко, В. І. Клоков, В. С. Коваль, М. В. Коваль, П. М. Костриба, В. І. Кучер, О. В. Мойсеєв. В. М. Нем'ятий, Я. Ю. Пашко, І. І. Слинько, Л. І. Ткачова, П. Т. Тронько. В окремих розділах використані матеріали І. К. Карпова, Й. В. Лоханського, П. М. Овчаренка, Н. М. Руденко, Є. І. Цимбала.

Розробку окремих карт виконав В. П. Лукін. Карти виготовили О. М. Корольова, Л. С. Євграфова, Е. Ф. Іщенко, І. П. Кожан.
Рецензування, редагування та складання формулярів карт здійснив Є. В. Мержвінський.
Ілюстрації підібрала Н. М. Руденко.
Кольорові фото виготовив В. І. Криворучко.
Хронологію підготував В. І. Кучер.
Список літератури склала М. М. Яковенко.
Науково-допоміжну роботу здійснили Н. М. Руденко, Т. В. Скрипник.

### Том 8
Радянська Україна в період зміцнення соціалізму і поступового переходу до комунізму (1945—70-і роки) складається з двох книг:
- Книга перша: Українська РСР в період зміцнення соціалізму (1945—50-і роки).
Випущена у 1979 році. Має 392 сторінки. Роздрібна ціна: 1 карбованець 90 копійок.
  - Головна редакційна колегія: Ю. Ю. Кондуфор (головний редактор), І. І. Артеменко, Б. М. Бабій, І. К. Білодід, П. П. Гудзенко, В. І. Клоков, Б. П. Ковалевський, Ф. Є. Лось (заступник головного редактора), І. І. Лукінов, І. М. Мельникова, І. І. Мінц, О. Г. Мітюков, О. Л. Нарочницький, Д. П. Пойда, Б. О. Рибаков, Р. Г. Симоненко, І. С. Слабєєв (відповідальний секретар), П. С. Сохань, М. І. Супруненко, П. Т. Тронько, В. П. Чугайов, А. Г. Шевелєв, В. І. Юрчук.
  - Редакційна колегія: А. В. Лихолат (відповідальний редактор), М. П. Кім, Б. П. Ковалевський, С. В. Кульчицький, Ю. О. Курносов, І. М. Маковійчук, В. Ф. Панібудьласка, П. П. Панченко, М. Р. Плющ (відповідальний секретар), А. В. Санцевич, А. Д. Скаба, П. С. Сохань, Є. П. Талан, В. П. Чугайов.
  - Авторський колектив: А. В. Лихолат, В. Г. Лисенко, І. М. Маковійчук, В. Ф. Панібудьласка, М. Р. Плющ, В. С. Петренко, Є. П. Талан, Г. І. Ковальчак, В. П. Чугайов, Л. А. Шевченко, І. М. Мельникова, П. С. Сохань, А. Д. Скаба, Б. П. Ковалевський, Р. А. Худяк.

В окремих параграфах про сільське господарство використані матеріали А. П. Євтушенка.
Ілюстрації підібрав А. А. Кондрацький.
Список літератури склали О. М. Веселова і Є. Г. Кузнецова.
Хронологію уклали В. Ф. Репринцев і Р. А. Худяк.
Кольорові фото виготовили В. І. Криворучко, Л. Е. Фрейманіс, О. К. Щелков.
Науково-допоміжну роботу виконали Н. П. Барановська, О. М. Веселова.
- Книга друга: Українська РСР в період розвинутого соціалізму і будівництва комунізму (кінець 50-х—70-і роки).
Випущена у 1979 році. Має 700 сторінок. Роздрібна ціна: 3 карбованця.
  - Головна редакційна колегія: Ю. Ю. Кондуфор (головний редактор), І. І. Артеменко, Б. М. Бабій, І. К. Білодід, П. П. Гудзенко, В. І. Клоков, Б. П. Ковалевський, Ф. Є. Лось (заступник головного редактора), І. І. Лукінов, І. М. Мельникова, І. І. Мінц, О. Г. Мітюков, О. Л. Нарочницький, Д. П. Пойда, Б. О. Рибаков, Р. Г. Симоненко, І. С. Слабєєв (відповідальний секретар), П. С. Сохань, М. І. Супруненко, П. Т. Тронько, В. П. Чугайов, А. Г. Шевелєв, В. І. Юрчук.
  - Редакційна колегія: А. В. Лихолат (відповідальний редактор), М. П. Кім, Б. П. Ковалевський, С. В. Кульчицький, Ю. О. Курносов, І. М. Маковійчук, В. Ф. Панібудьласка, П. П. Панченко, М. Р. Плющ (відповідальний секретар), А. В. Санцевич, А. Д. Скаба, П. С. Сохань, Є. П. Талан, В. П. Чугайов.
  - Авторський колектив: А. В. Лихолат, П. С. Сохань, Б. П. Ковалевський, А. Д. Скаба, В. Ф. Панібудьласка, М. Р. Плющ, О. А. Макаренко, А. П. Євтушенко, П. П. Панченко, В. С. Петренко, А. В. Санцевич, Ю. О. Курносов, П. Д. Овчаренко, Л. Д. Вітрук, Р. А. Худяк, Є. П. Талан, А. М. Зеніна, Л. А. Шевченко, І. М. Маковійчук, М. Г. Іщенко.

Хронологію уклали В. Ф. Репринцев і Т. О. Комаренко.
Список літератури склали О. М. Веселова та Є. Г. Кузнецова.
У цій книзі вміщено кольорові карти до першої та другої книг восьмого тому.
Карти виготовили О. Т. Діброва, Л. М. Корецький, В. І. Мукомель, В. І Наулко. До тому карти підібрав А. А. Кондрацький.
Рецензування карт здійснили Д. А. Вовко, Г. К. Григораш, В. І Наулко, В. І. Стрельський, І. С. Хміль.
Кольорові фото виготовили Г. З. Камінський, М. А. Мельник, М. К. Плаксін, М. І. Сайко.
Науково-допоміжну роботу виконали Н. П. Барановська, О. М. Веселова, П. Д. Овчаренко, Т. О. Комаренко, В. Ф. Репринцев, О. І. Лукаш, Т. М. Бернацька.